# Topolo
Topolo falu Horvátországban, Dubrovnik-Neretva megyében. Közigazgatásilag Dubrovačko primorje községhez tartozik. 

## Fekvése
A Dubrovnik városától légvonalban 42, közúton 59 km-re, községközpontjától légvonalban 20, közúton 25 km-re északnyugatra a tengermelléken, a hercegovinai határ közelében fekszik. Fontosabb településrészei: Donja és Gornja Banda, Klačina és Matići. Ránézésre tipikus tengermelléki település kőházakkal, kőlépcsőkkel, mezején juhok legelnek és évszázados fenyőerdő övezi.

## Története
Topolo területe már ősidők óta lakott. Az itt élt első ismert nép az illírek voltak, akik az i. e. 2. évezredtől fogva éltek itt magaslatokon épített erődített településeken és kövekből rakott halomsírokba temetkeztek. Illír erődített település állt egykor a településtől északnyugatra emelkedő Veliki Lukovac nevű magaslaton. Halomsírjaikból jó néhány megtalálható Topolo területén, többek között a Veliki Lukovacon, Rajdušán, Sokolova Grudán és több helyen a határában. Az illírek i. e. 35-ig uralták a térséget, amikor Octavianus hadai végső győzelmet arattak felettük. A Nyugatrómai Birodalom bukása után 493-tól a keleti gótok uralták a területet. 535-ben Dalmáciával együtt a Bizánci Császárság uralma alá került. A horvátok ősei a 7. században érkeztek Dalmáciába és csakhamar megalapították első településeiket. Ezek elsőként a termékeny mező melletti, ivóvízzel rendelkező helyeken alakultak ki. A Dubrovniki tengermellék hét plébániájával Zahumljéhez tartozott. 
1399-ben a Dubrovniki tengermellék a Raguzai Köztársaság része lett, amely 1500 aranydukátért megvásárolta Ostoja bosnyák királytól. Topolo plébániáját 1620-ban alapították, ezt a rangját 1850-ben elveszítette, de 1951-től újra önálló plébánia. A Raguzai Köztársaság bukása után 1806-ban Dalmáciával együtt ez a térség is a köztársaságot legyőző franciák uralma alá került, de Napóleon bukása után 1815-ben a berlini kongresszus Dalmáciával együtt a Habsburgoknak ítélte. 1857-ben 237, 1910-ben 332 lakosa volt. 1918-ban az új szerb-horvát-szlovén állam, majd később Jugoszlávia része lett. A délszláv háború során 1991. október 1-jén kezdődött a jugoszláv hadsereg (JNA) támadása a Dubrovniki tengermellék ellen, mely kifosztotta és felgyújtotta a települést. A háború után rögtön elkezdődött az újjáépítés. 1996-ban újabb csapásként földrengés okozott súlyos károkat. 1997-ben megalakult Dubrovačko primorje község, melynek Topolo is része lett. A településnek 2011-ben 154 lakosa volt, akik főként mezőgazdaságból, állattartásból, szőlőtermesztésből éltek. 

## Népesség
| Lakosság változása | Lakosság változása | Lakosság változása | Lakosság változása | Lakosság változása | Lakosság változása | Lakosság változása | Lakosság változása | Lakosság változása | Lakosság változása | Lakosság változása | Lakosság változása | Lakosság változása | Lakosság változása | Lakosság változása | Lakosság változása |
| ------------------ | ------------------ | ------------------ | ------------------ | ------------------ | ------------------ | ------------------ | ------------------ | ------------------ | ------------------ | ------------------ | ------------------ | ------------------ | ------------------ | ------------------ | ------------------ |
| 1857               | 1869               | 1880               | 1890               | 1900               | 1910               | 1921               | 1931               | 1948               | 1953               | 1961               | 1971               | 1981               | 1991               | 2001               | 2011               |
| 237                | 344                | 218                | 239                | 299                | 332                | 308                | 320                | 285                | 278                | 278                | 242                | 190                | 157                | 152                | 154                |

## Nevezetességei
- A Kisboldogasszony plébániatemplom a 17. században épült barokk stílusban. Egyhajós épület, kapuzata felett lunettával, homlokzatán körablakkal, legfelül három harang számára épített harangdúccal. Az 1996-os földrengés után helyre kellett állítani. A templom mellett ősi, 15. századi temető található, amely még ma is használatban van.

- A Szent Lujo (Alojzije Gonzaga, azaz Gonzaga Szent Alajos) templom 1882-ben épült fogadalmi kápolnaként. Mellette középkori temető maradványai találhatók.

- A kuti Szent István templom[4] a 9. – 11. században épült ószláv templomként. 1671-ben említik először és még a 17. században átépítették, de falain láthatók az ószláv ornamentika elemei. 2011/12-ben megújították. Egyhajós, kelet-nyugati tájolású épület, félkör alakú apszissal. A templom nyugati homlokzatát háromszögű oromzat tagolja, amely fölött egyszerű kő harangdúc áll, tetején íves áthidalóval. A portáltól délre egy egyszerű szenteltvíztartó van beépítve. A templom északi homlokzatát középen téglalap alakú ablaknyílás töri át. A templom minden homlokzata vakolt, a tetőzete nyeregtető. A templom belseje dongaboltozatos, durva faragású kőlapokkal burkolt. Térszerkezete, stilisztikai jellemzői és a liturgikus kőbútorzat alapján nagyjából a templom mai formájában a 17-18. századi időszakra tehető.

- Római villa rustica maradványai

- Topolotól északnyugatra Veliki Lukovacon ókori erődített település romjai találhatók.

- Ókori halomsírok Veliki Lukovacon, Rajdušán, Sokolova Grudán.

## Gazdaság
A helyi gazdaság a mezőgazdaságon alapul, mellette az állattartás és a szőlőtermesztés jelentős.

## Oktatás
A település alsó tagozatos iskolája már nem működik, a helyi tanulók Smokovljanira járnak iskolába.